# Belaja Rus'
Belaja Rus' (in bielorusso Белая Русь?, in italiano "Rutenia Bianca") è un partito politico bielorusso fondato il 18 marzo 2023, precedentemente attivo come associazione pubblica già dal 2007 a sostegno del presidente Aljaksandr Lukašėnka.

## Storia

### Associazione
Il 17 novembre 2007, su iniziativa dell'all'epoca ministro dell'istruzione Alexander Radkov, si è svolto il Congresso di fondazione, in cui sono state esaminate le questioni sulla creazione di una ONG ed è stato approvato lo statuto dell'organizzazione. Il 12 dicembre 2007, il Ministero della Giustizia ha registrato l'organizzazione come Associazione pubblica repubblicana "Belaya Rus".
L'associazione si impegnava sostanzialmente nell'appoggiare la politica del presidente Lukašėnka, con particolare riguardo alla tutela delle aziende pubbliche e in una politica estera tesa a stringere rapporti con la Russia e con le nazioni ex sovietiche.
Il 25 ottobre 2008, al I Congresso nazionale, l'associazione contava 82.000 membri.
Già nel 2011, quando l'associazione si era articolata in sei sezioni regionali e 156 sezioni distrettuali, per un totale di 112.000 membri, venne avanzata la proposta di trasformazione in partito, che non incontrò l'approvazione della maggioranza.
Nel 2020, gli esponenti dell'organizzazione hanno preso parte alle proteste in Bielorussia del 2020-2021 organizzando manifestazioni contro l'opposizione guidata da Svetlana Tikhanovskaya e in favore di Lukasénka.
Nel febbraio 2023 venne rilanciata l'iniziativa di trasformare l'organizzazione in partito, che vide la luce con il Congresso fondativo del 18 marzo.

## Programma
L'obiettivo dichiarato del partito è promuovere l'unione delle forze progressiste della società interessate a costruire una Bielorussia forte e prospera, una società socialmente giusta basata sui valori patriottici, spirituali e morali del popolo bielorusso.

### Compiti principali
- promuovere la partecipazione dei cittadini nello sviluppo socio-economico del paese;
- promuovere la formazione di uno Stato sociale forte, efficiente, capace di assicurare un tenore di vita dignitoso ai cittadini, garantendo la tutela dei loro interessi;
- partecipazione alla formazione della società civile nella Repubblica di Bielorussia;
- l'educazione dei cittadini e la formazione del loro interesse per la partecipazione attiva alla vita del Paese;
- promuovere lo sviluppo della cooperazione internazionale, stabilendo interazioni pacifiche con gli altri stati.

## Risultati elettorali
| Elezione          | Voti      | %     | Seggi    | Posizione   |
| ----------------- | --------- | ----- | -------- | ----------- |
| Parlamentari 2024 | 2.343.664 | 46,4% | 51 / 110 | Maggioranza |